# NGC 4391
NGC 4391 is een elliptisch sterrenstelsel in het sterrenbeeld Draak. Het hemelobject ligt 78 miljoen lichtjaar van de Aarde verwijderd en werd op 20 maart 1790 ontdekt door de Duits-Britse astronoom William Herschel.

## Synoniemen
- UGC 7511
- MCG 11-15-53
- ZWG 315.37
- 7ZW 454
- PGC 40500